# Roxána
A Roxána perzsa eredetű görög női név latinos formája, jelentése: világos, ragyogó.

## Rokon nevek
- Roxán:[1] a Roxána alakváltozata.[2]

## Gyakorisága
Az 1990-es években a Roxána igen ritka, a Roxán szórványos név, a 2000-es években nem szerepelnek a 100 leggyakoribb női név között.

## Névnapok
- január 17.[2]
- június 11.[2]
- szeptember 14.[2]

## Híres Roxánák, Roxánok
- Nagy Sándor felesége, perzsa hercegnő
- Edmond Rostand színdarabjának szereplője, Roxane, Cyrano de Bergerac szerelme
- Daniel Defoe regényalakja, Roxana avagy a szerencsés kedves
- Roxana Díaz venezuelai színésznő
- Roxy Hunter amerikai gyerekszínész
- Roxann Dawson amerikai színésznő